# 西便制
《西便制》（韓語：서편제）是韩国导演林权泽执导的一部讲述一个韩国盘索里传统艺术家庭的1993年音乐故事片。该片上映之时并没有期待有很大的观众群，因此最初只是在首尔的一家影院上映，即使在其名声鼎沸之时，也只不过在首尔的三家影院上映:270。但是该片最终在首尔的票房却超过了韩国电影史上史无前例的100余万，使韩国电影从此进入百万观众时代，成为韩国电影复兴的奠基石:325。影片表达了对全罗道传统民族艺术盘索里逐渐消失的情结，引发了韩国社会特别是年轻人对盘索里的关注，在韩国电影业已经被外国影片占领的当时，激发了韩国人的民族自尊心。韩国社会甚至出现了“西便制综合征”。电影《西便制》取得成功后，引发原著的热销，主体音乐的唱片也成为畅销货。一名韩国Rap歌手甚至在自己的作品中加入了盘索里。影片对社会的影响力在韩国电影史上是史无前例的:333:325。该片包揽了青龙奖、大钟奖、电影评论奖、春史电影艺术奖在内的韩国诸多大奖，并在当年10月举行的首届上海国际电影节上获得最佳导演奖和最佳女演员奖:325。
“西便制”原为盘索里的一个流派, 除“西便制”外还有“东便制”和“中高制”。林权泽2000年的电影《春香传》也将盘索里春香歌贯穿全剧。他2007年的影片《千年鹤》是影片《西便制》的非正式续集。

## 剧情
解放初期的韩国，一名20岁上下的男青年东户苦苦寻觅离别多年的姐姐松华。一天，他在一家穷乡僻壤的小旅店，听到女店主哼唱着他十分熟悉的民间小调，情深意切的幽怨歌声把东户带入了遥远的回忆……。他于是问她有没有见到一个会唱盘索里的松华姑娘。十多年前，东户儿时居住的村庄来了一位名叫裕凤的盘索里艺人，东户的母亲被裕凤那充满激情的歌声深深吸引和打动。不久，两人坠入爱河。为逃避人们的闲话，裕凤带着东户母子和他的养女松华开始了颠沛流离的生活。不久，东户的母亲因难产去世。裕凤强忍悲痛料理她的后事，然后开始潜心传教松华和东户学唱盘索里和击鼓。盘索里是朝鲜一种演唱技巧艰深不易掌握的民间传统说唱表演艺术，会演唱的人已寥寥无几，加之西方文化的侵袭，大有失传泯灭之势。酷爱盘索里的裕凤视其为生命，他严格地训练两个年幼的孩子，希望把他们培养成盘索里艺术的继承人。勤学苦练的松华初步掌握了盘索里演唱技巧。但东户却由于不够专心，经常受到裕凤的训斥，甚至挨拳脚。曲高和寡的盘索里日渐受到人们的冷落。随着演出场次日趋减少，他们连一日三餐也难以为继。朋友们劝裕凤改行，但他却执着坚持。他对两个已是成人的养子和养女的要求也愈加严酷。一天他和东户发生冲突，东户一气之下离家出走。
女店主告诉东户她只知道松华是个盲姑娘后，他惊骇不已。此时，他意外地遇到养父的一名挚友洛山得知在他离家出走后，由于松华异常伤心，无心再唱盘索里，裕凤在无计可施的情况下，让松华喝了致盲药。双目失明的松华没有痛哭哀号，而是安然接受了命运的安排。最终，她终于开始想唱盘索里。裕凤专心教她演唱难度较大的《狱中歌》，但松华却因身体虚弱，唱不好。心急的裕凤偷了村民的鸡为松华果腹，被发现后遭到毒打。年老体衰的裕凤不久便去世了。临终前，他问松华是否知道他弄瞎了她的双眼。松华默默地点头。裕凤仍叮嘱松华要用自己的心去演唱，要努力超越前人的演唱技巧。在洛山的指点下，东户终于找到松华住处。他介绍自己是特意来听松华演唱的盘索里爱好者。俩人并没有相认，只是借助“盘索里”互诉衷肠。

## 獎項
- 1993年 第31屆大鐘獎

最佳電影
最佳導演（林權澤）
最佳男新人（金圭哲）
最佳女新人（吳貞孩）
攝影獎
- 1993年 第14屆青龍電影獎

最佳電影
最佳男主角（金明坤）
最佳男配角（安炳京）
最佳女新人（吳貞孩）
最高觀影次數獎
- 1993年 第4屆春史電影獎

最佳電影
最佳導演（林權澤）
最佳女主角（吳貞孩）
最佳男子新人獎（金圭哲）
- 1993年 韓國電影評論家協會獎 最優秀作品獎